# Gulyás Antal-emlékérem
A  Gulyás Antal-emlékérem a Növényvédelemért kitüntetést Gulyás Antal (1884–1980) mikológus, virológus, egyetemi tanár, kutató tiszteletére alapították 2011-ben.

A Gulyás Antal-emlékérem a Növényvédelemért - és a kitűző - rajza

A Növényvédelem Oktatásának Fejlesztéséért (Közhasznú) Alapítvány (NOFA) és a Magyar Növényvédő Mérnöki és Növényorvosi Kamara Hajdú-Bihar-megyei Területi Szervezete (Kamara) a növényvédelem terén kiemelkedő teljesítményt nyújtó, példaértékű személyiségek erkölcsi megbecsülését ismeri el a kitüntetés adományozásával, melyet kiváló oktatók, kutatók, gyakorlati szakemberek nyerhetnek el.
A névadó Gulyás Antalt – Trianon tragédiáját követően (1920. június 4.) – 1921-ben hívták meg Debrecenbe a Pallagi Mezőgazdasági Akadémiára, ahol 1921-1949 időszakban aktív tanári, igazgatói, majd nyugdíjas időszakában is növényvédelmi kutatásokat végzett. A dohány növénykórtani vizsgálatával, a burgonya virózisaival foglalkozott, A dohány betegségei és kártevői című könyve 1965-ben jelent meg, ma is használható kézikönyv. 1978-ban munkásságát a jogutód Debreceni Agrártudományi Egyetem doctor honoris causa kitüntető címmel ismerte el. Tiszteletére 1984-ben vette fel a nevét a Hallgatók Gulyás Antal Növényvédelmi Köre, majd 2011-ben megalapították a „Gulyás Antal-emlékérem a Növényvédelemért” szakmai elismerést, melyet minden évben a Tiszántúli Növényvédelmi Fórum plenáris ülésén adnak át a kitüntetettnek.

Gulyás Antal-emlékérem

Az első Gulyás Antal-emlékérem kitüntetés hátoldala

## Az elismerést kapták
- Tóth Oszkár mikológus[7] (2011),
- Adányi József növényvédő mérnök[8] és Szepessy István kórtanos professzor[9] (2012),
- Szarukán István entomológus professzor[10] (2013),
- Szabó László herbológus[11] (2014),
- Dobos Irén növényvédő mérnök-tanár[12] (2015),
- Dienes Gyula növényvédő mérnök, állomásigazgató[13] (2016),
- Kajati István növényorvos, első országos kamarai elnök[14] (2017),
- Kiss László c. egyetemi docens, Hajdú-Bihar vármegyei kamarai elnök[15] (2018),
- Leskó István szőlész-borász[16] (2019),
- Pénzes Béla kertész, entomológus professzor emeritus[17] (2020),
- Tóth Miklós c. egyetemi tanár, akadémikus, kutatóprofesszor[18][19] (2021),
- Szőke Lajos herbológus, Növény- és Talajvédelmi Állomás igazgató[20] (2022),
- Kövics György mikológus, kórtanos professzor emeritus[21] (2023),
- Tarjányi József János herbológus, c. egyetemi docens[22] (2024).